# Chuck K. Cowdery
Chuck K. Cowdery (geb. vor 1992) ist ein US-amerikanischer Autor und Anwalt.

## Leben
1992 arbeitete er als Fernsehjournalist und schrieb und produzierte für PBS den Dokumentarfilm Made and Bottled in Kentucky.
In seinen Veröffentlichungen hat er sich vor allem auf amerikanischen Whiskey spezialisiert. Cowdery hat mehrere Bücher zum Thema Whiskey veröffentlicht, schreibt für das Magazin Whisky Advocate und wurde 2009 in die Kentucky Bourbon Hall of Fame in Kentucky aufgenommen. Einflussreich ist auch sein privater Blog "The Chuck Cowdery Blog". Cowdery gründete den The Bourbon Country Reader, das älteste Magazin, das sich auf amerikanischen Whiskey konzentriert, und fungiert dort bis heute als Herausgeber und Redakteur.

## Veröffentlichungen
- 1995: Blues Legends
- 2004: Bourbon, Straight: The Uncut and Unfiltered Story of American Whiskey
- 2012: The Best Bourbon You’ll Never Taste. The True Story of A. H. Hirsch Reserve Straight Bourbon Whiskey, Distilled in the Spring of 1974
- 2014: Bourbon, Strange: Surprising Stories of American Whiskey